# AMC Pacer
Az AMC Pacer egy kétajtós kiskategóriás autó, melyet az amerikai American Motors Corporation (AMC) gyártott 1975 és 1980 között. Az autó tervezése 1971-ben kezdődött meg, kerek formáival és nagy üvegfelületeivel alaposan kitűnt a kor többi autója közül. Szélessége megegyezett a hagyományos, nagyméretű autókéval, ezért az AMC "az első széles kisautó" szlogennel népszerűsítette a modellt. A Pacer volt az első "cab forward" (előretolt vezetőpozíció) dizájn alapján készült kocsi, mely sorozatgyártásra került az Egyesült Államokban.
A Pacert kerek, áramvonalas alakja az 1970-es évek egyik ikonjává tette. Az 1976 májusi számában a Car and Driver autós magazin "repülő akváriumnak" becézte a kocsit és a Jetson család űrjárművéhez hasonlította, ez is jól mutatja, mennyire különlegesnek számított a Pacer abban a korban, amikor - ahogy a magazin fogalmazott - "Detroit egyre-másra ontotta a hajóméretű benzinfalókat". Az AMC-n belül a tervezési munkálatok az "Amigo-projekt" név alatt folytak, a tervezők mindenképpen olyan autót szerettek volna, mely új színt hoz az amerikai autóiparba addig soha nem látott formatervével, a legmodernebb technológiák felhasználásával készül és gond nélkül megfelel a legújabb biztonsági előírásoknak is.
A Car and Driver cikke szerint ez volt az első autó, melyet belülről kifelé haladva terveztek. Először azt állapították meg a gyárban, hogy mekkora térre lesz szüksége négy utasnak ahhoz, hogy kényelmesen elférjenek, majd ennek megfelelően tervezték meg a lehető legkisebb karosszériát. A végeredmény egy kerekded forma lett, nagy üvegfelületekkel, melyet a Road & Track autós magazin modernnek, bátornak, ugyanakkor funkcionális kinézetűnek nevezett.
A fejlesztési munkálatokat a gyártási csoport alelnöke, Gerald C. Meyers vezette, aki minden szempontból különleges autót szeretett volna készíteni. "Minden, amit teszünk, nagyban különböznie kell attól, amit a vetélytársainktól várunk" - mondta.
Az AMC-nél sok futurisztikus technikai megoldás lehetőségét megvizsgálták a tervezők, de ezek többségét meghiúsította az a tény, hogy a cég nem rendelkezett elegendő forrásokkal ahhoz, hogy a semmiből megépítse a szükséges alkatrészeket, így az esetek többségében kénytelen volt a különböző beszállítók kész termékeire és az addig gyártott modellek alkatrészeire és gyártósoraira hagyatkozni. Az elkészült autó a hagyományos kisautókhoz képest szokatlanul, a nagy méretű kocsikhoz hasonlóan széles lett. Bár az American Motors Corporation tudatosan nem nevezte "cab forward" (előretolt vezetőpozíció) autónak a Pacert, mégis annak számított a karosszéria végeihez közel eső tengelyeivel, szélességével, előretolt A-oszlopaival és a motortér fölé belógó első szélvédőjével. Ez volt az első cab forward felépítésű kocsi, mely sorozatgyártásra került az Egyesült Államokban. A Road & Trackben megjelentek szerint az AMC-nél felmerült az elsőkerék-meghajtás és a középmotoros felépítés lehetősége is, azonban a hagyományos orrmotoros, hátsókerék-meghajtásos kiviteltől való eltérésre vajmi kevés esélye volt a gyárnak úgy, hogy nagyrészt az addigi modelljeiben is használt alkatrészekkel kellett gazdálkodnia. Egyes híresztelések szerint a Pacert az eredetileg tervezettnél hat hüvelykkel (152,4 mm) szélesebbé kellett tenni a hátsókerék-meghajtás miatt, de mint kiderült, ez nem igaz.
Az autó 1975-ös bemutatásakor a népszerűsítő anyagokban az American Motors Corporation "az első széles kisautóként" emlegette a Pacert. A kisautókhoz képest valóban rendkívüli szélességnek két fő oka volt: az egyik, hogy az amerikai autósok hozzá voltak szokva a nagyméretű járművek által kínált belsőtérhez, így a Pacer is tágas belsőt kapott az ismerős érzés fenntartása érdekében. A másik fő ok pedig az volt, hogy az AMC szerelősora a hagyományos méretű autókra volt beállítva.
Szintén egyedinek számított, hogy a kocsi utasoldali ajtaja 101 mm-rel hosszabb volt, mint a vezetőoldali. A gyár ezzel kívánta egyszerűbbé és gyorsabbá tenni az utasok be- és kiszállását, különösen a hátsóülésről. Ezt az ötletet az 1990-es években a Ford is alkalmazta, Windstar nevű egyterűje esetében. Teague a tervezésnél a minél kisebb légellenállása is figyelt, mely különösen nagy előnyt jelentett az 1973-as olajválság után, amikor a külföldről behozott kisautók ellepték a piacot. A kocsi légellenállási együtthatója 0,43 volt, ami nagyon jónak számított a maga idejében. Teague az aerodinamikai szempontból előnytelen esővíz-elvezető csatornák alkalmazását is kiküszöbölte azzal, hogy az ajtó felső részét belehajlította a tető vonalába. Bár annak idején sok kritika érte ezt a megoldást, mondván, ajtónyitáskor becsöpög a víz az ülésekre, mára mégis bevett szokás lett az autógyártók körében ennek a megoldásnak az alkalmazása. A Pacer az első autók között volt az Egyesült Államokban, melyeket fogasléces kormányművel szereltek.
Az 1970-es évek közepétől az amerikai kormánya több szigorú biztonsági előírást is bevezetett, melynek az 1980-as modellévtől minden autónak meg kellett volna felelnie. Ilyen volt például a töréstesztek egységesítése és kötelezővé tétele. A kocsiknak ki kellett állniuk egy 80 km/h-val történő frontális és egy 40 km/h-s oldalirányú ütközést, valamint egy 48 km/h-s borulást is. Emellett kötelezővé vált az úgynevezett "ötmérföldes lökhárítók" használata. Ez az eddigieknél nagyobb és nehezebb lökhárítókat jelentett, melyek képesek voltak megvédeni az autó elején egy öt mérföld per órás (8 km/h), a hátulját pedig egy tíz mérföld per órás (16 km/h) ütközéstől anélkül, hogy a karosszéria károsodott volna. A Pacer tervezése során ezeket az új szabályokat is figyelembe vették a mérnökök, többek között többrétegű biztonsági üvegből készült szélvédő is került bele.

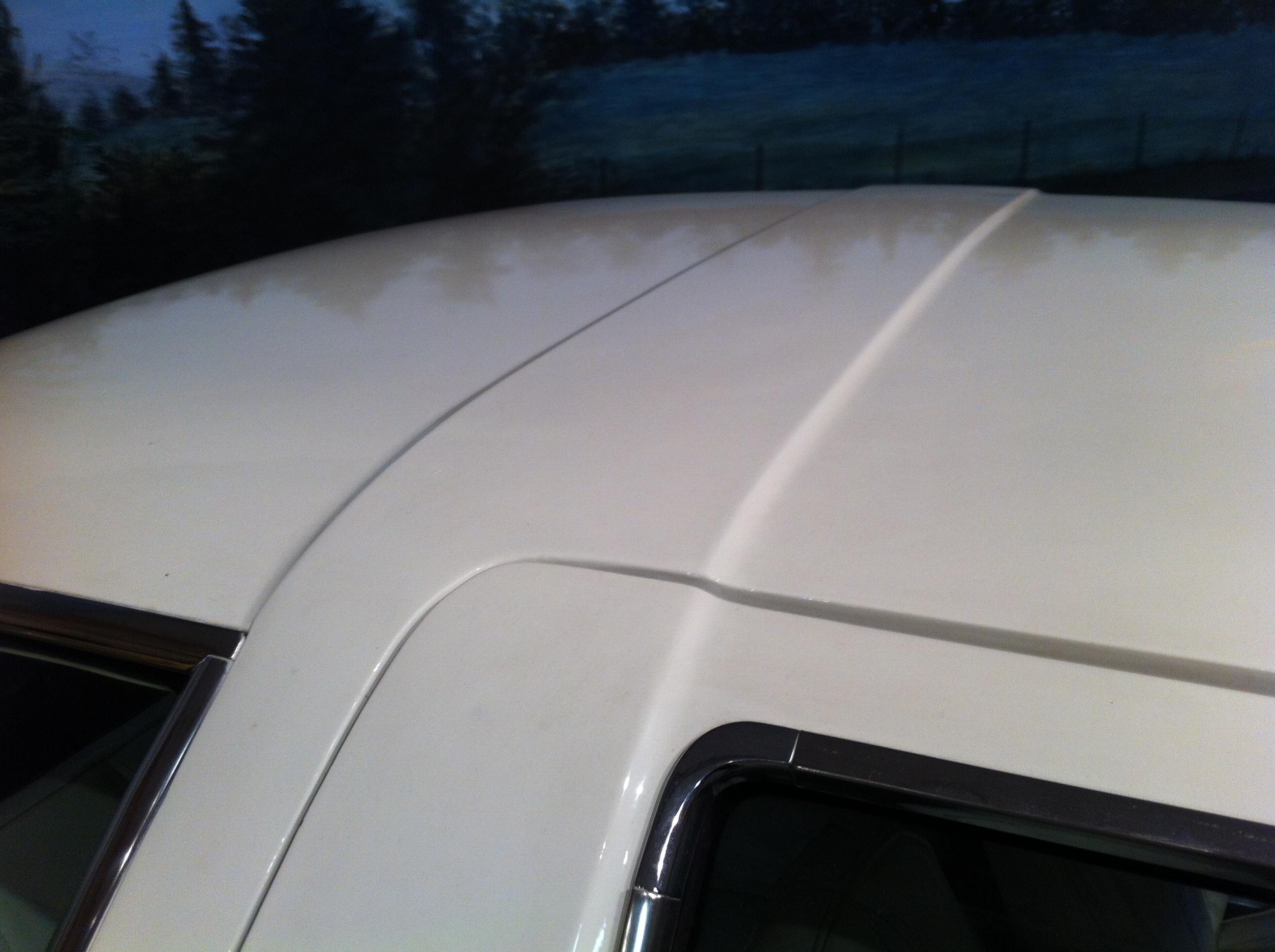
A kiemelkedés, mely alá a merevítő került volna

A General Motors, a Ford és a Chrysler is panasszal fordult a kormány felé a túlzott szigorítások miatt, mondván, anyagilag túlzott megterhelést jelentene a meglévő modelljeik ilyen mértékű átalakítása vagy teljesen új modellek tervezése. A panaszok hatására a szabályok enyhültek, így több biztonsági felszerelés is kikerült a Pacer végleges, sorozatgyártásra került változatából. Így például a tetőn a B-oszlop vonalában keresztirányban végigfutó merevítő is szükségtelenné vált, így ki is került a kocsiból, a keskeny kidomborodás azonban, mely alá rejtették volna, a dizájn része és az autó egyik jellegzetességévé vált. Egy kisautóhoz képest a Pacer felépítése meglehetősen erős, karosszériája pedig nehéz volt. A vaskos B-oszlopok önmagukban is remek merevítőkként szolgáltak felborulás esetén, melyre a népszerűsítő anyagok is felhívták a figyelmet. A nagy lökhárítók szintén védelmet nyújtottak és a nagy üvegfelületek sem voltak veszélyesek az utasokra nézve, mivel íves kialakításuknak köszönhetően a lehető legmesszebb voltak tőlük. A széles kialakítás emellett stabilabbá tette az autót, melynek köszönhetően az akkori kisautók többségétől eltérően különösen biztonságos érzés volt vezetni. A kocsi szélességére több reklámszlogen is felhívta a figyelmet, ezek közül az egyik a "You only ride like a Pacer if you're wide like a Pacer" volt. A "pacer" szót az angol nyelvben arra a versenyzőre használják, aki diktálja az iramot, így magyarra lefordítva ez a mondat nagyjából ezt jelenti: "Csak akkor diktálhatod az iramot, ha elég széles vagy hozzá." A kocsi többi biztonsági tényezőjét csak ritkán emelte ki az AMC, így ezek nem játszottak nagy szerepet a vásárlók döntésében.
A különböző biztonsági felszerelések és a nehéz üvegek miatti súlynövekedés kedvezőtlen irányban befolyásolta a Pacer fogyasztását. Az Amerikai Környezetvédelmi Hivatal letesztelte az autót és azt állapította meg, hogy városi körülmények között 15 liter benzint fogyaszt 100 kilométerenként, autópályán azonban 9 liter is elegendő neki (a vezetési stílus és a sebességváltó fajtájának függvényében) a kedvező légellenállási paramétereinek köszönhetően.

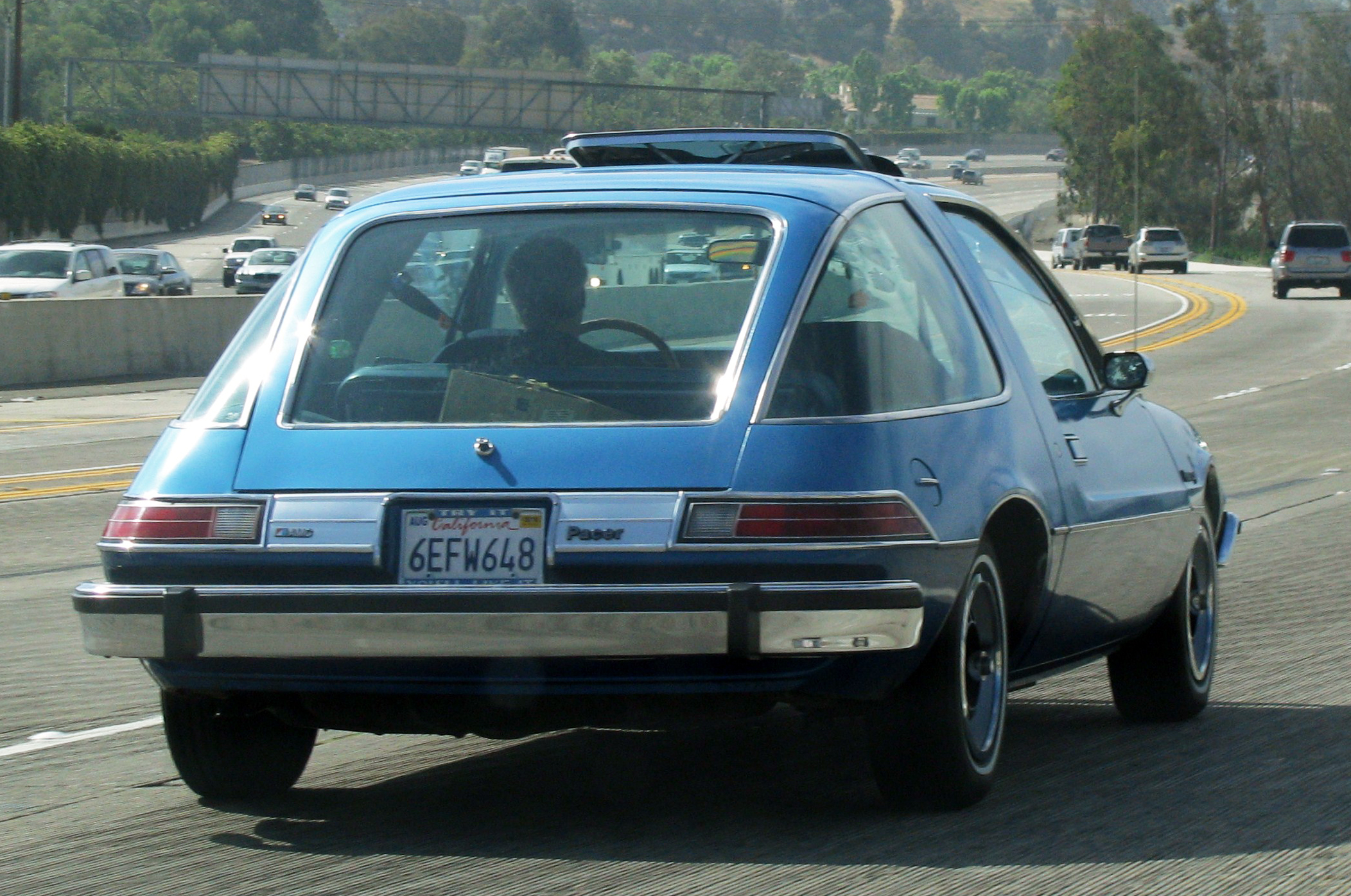
Az egyedi dizájn nagy üvegfelületekkel

Az AMC eredetileg Wankel-motorral szerette volna szerelni a Pacert, 1973-ban ezért meg is állapodott a Curtiss-Wright motorgyártó céggel. Később azonban inkább a General Motorshoz fordult az autógyár, mely saját modelljei számára fejlesztett Wankel-motorokat. 1974-ben a General Motors megszakította ilyen irányú törekvéseit a motorok alacsony élettartama, az olajválság, az összeszerelési költségek és az egyre szigorodó károsanyag-kibocsátási szabályok miatt. Emellett az is valószínű volt, hogy az alacsony fordulatszámhoz és nagy nyomatékhoz szokott amerikaiak számára idegen lett volna a magas fordulatszámra képes Wankel-motor.
A General Motors meghátrálása miatt a Pacer motor nélkül maradt, az AMC azonban vállalta a kockázatot és úgy döntött, mindenképpen piacra dobja az új modellt, hiszen túl sok pénzt és energiát fordított annak kifejlesztésére ahhoz, hogy egyszerűen lemondjon róla. A mérnökök sietősen átalakították a Wankel-motorhoz kialakított hajtásláncot és tűzfalat úgy, hogy a kocsiba gond nélkül beszerelhető legyen a gyár által addig használt soros hathengeres motor. A hirtelen változtatás előnyökkel is járt, mivel így a Pacer műszakilag kompatibilissé vált az American Motors Corporation többi modelljével.
Az AMC a többi gyártótól eltérő gondolkodásmódjának köszönhetően a Pacerrel létrehozta az első széles kisautót, melytől azt várta, hogy idővel megváltoztatja, sőt, forradalmasítja a piacot. A hagyományos kisautók azonban egyre népszerűbbek lettek, így ez egy merész vállalkozás volt, ráadásul a legelismertebb és leggazdagabb autógyártóknak is hosszadalmas, nehéz feladatok jelent, mire új kategóriát vagy egy forradalmian új megoldást sikerre tudnak vinni. A Pacer a méretén kívül sok más olyan egyedi és szokatlan dizájnelemet magában foglalt, melyek miatt a kocsi végül nem tudta elérni a célját és mindössze öt modellévet ért meg.
A Pacer a feltörekvő új dizájnelemek figyelembevételével és ötvözésével jött létre, de ez sem volt garancia a sikerre, hiszen egy-egy új megoldás bevezetésekor az időzítés is nagyon fontos. Ezt mutatja az is, hogy sok, a Paceren alkalmazott elem a későbbiekben sikeres trenddé vált az autógyártásban a következő két évtizedben. Abból is adódtak nehézségek és hátrányok, hogy az AMC a belsőtér méretét tartotta elsődlegesnek, míg más gyáraknál a külső méretek voltak a legfontosabbak.
Szokatlanul széles és rövid karosszériájával az autó ma is kilóg a hagyományos kisautók sorából, ahogy azzal is, hogy motorkínálata meglehetősen nagy hengerűrtartalmú erőforrásokból állt, melyek üzemanyag takarékosság szempontjából nem voltak optimálisak. A gyár ennek ellenére előrelátónak volt mondható, hiszen jó érzékkel követték a várható közlekedésbiztonsági szabályokat a tervezés során.

## Gyártási időszak

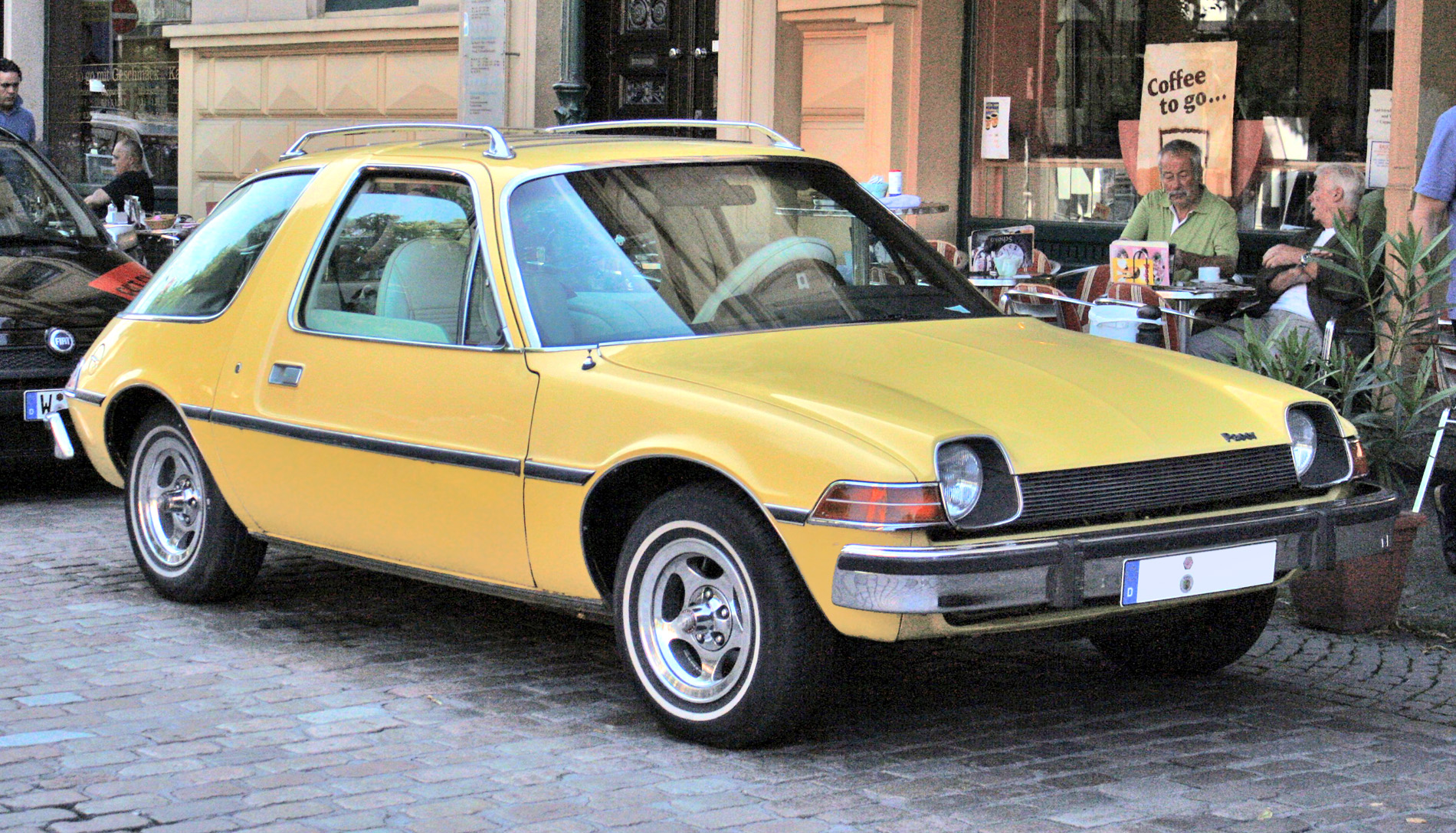
A Pacer elölről

A Pacer 1975. február 28-án mutatkozott be a bemutatótermekben. A kocsi célja az volt, hogy az üzemanyagárak várható drasztikus növekedését kihasználva magára vonja a figyelmet a tradicionális, nagyméretű amerikai autókról. A gyártás első évében ez sikerült is, 145 528 darab talált gazdára, ez többek között annak is köszönhető volt, hogy nem volt valódi riválisa a piacon, sok gyártó ugyanis figyelmen kívül hagyta az 1973-as olajválságot és annak következményeit vagy nem cselekedett időben. A kereslet tehát megnőtt a kiskategóriás, alacsony fogyasztású autók iránt, ennek ellenére a Pacer eladásai az első két év után alaposan visszaestek. A sikertelenség miatt a kocsi gyártása 1979. december 3-án befejeződött a wisconsini gyárban, ahol öt évvel korábban kezdetét vette, összesen 280 ezer autó készült el. A Pacer piaci helyzetét alaposan megnehezítette, hogy idővel a legnagyobb amerikai autógyártók is elkezdtek kisebb modelleket gyártani és az 1970-es évek második felében megindult a külföldi kiskategóriás autók tömeges importja is. Az amerikai autóvásárlók az AMC várakozásainak megfelelően átszoktak a kisebb méretű kocsikra, de a Pacer nem versenyezhetett a német és japán modellekkel, melyek még kisebbek, könnyebbek és kedvezőbb fogyasztásúak is voltak.

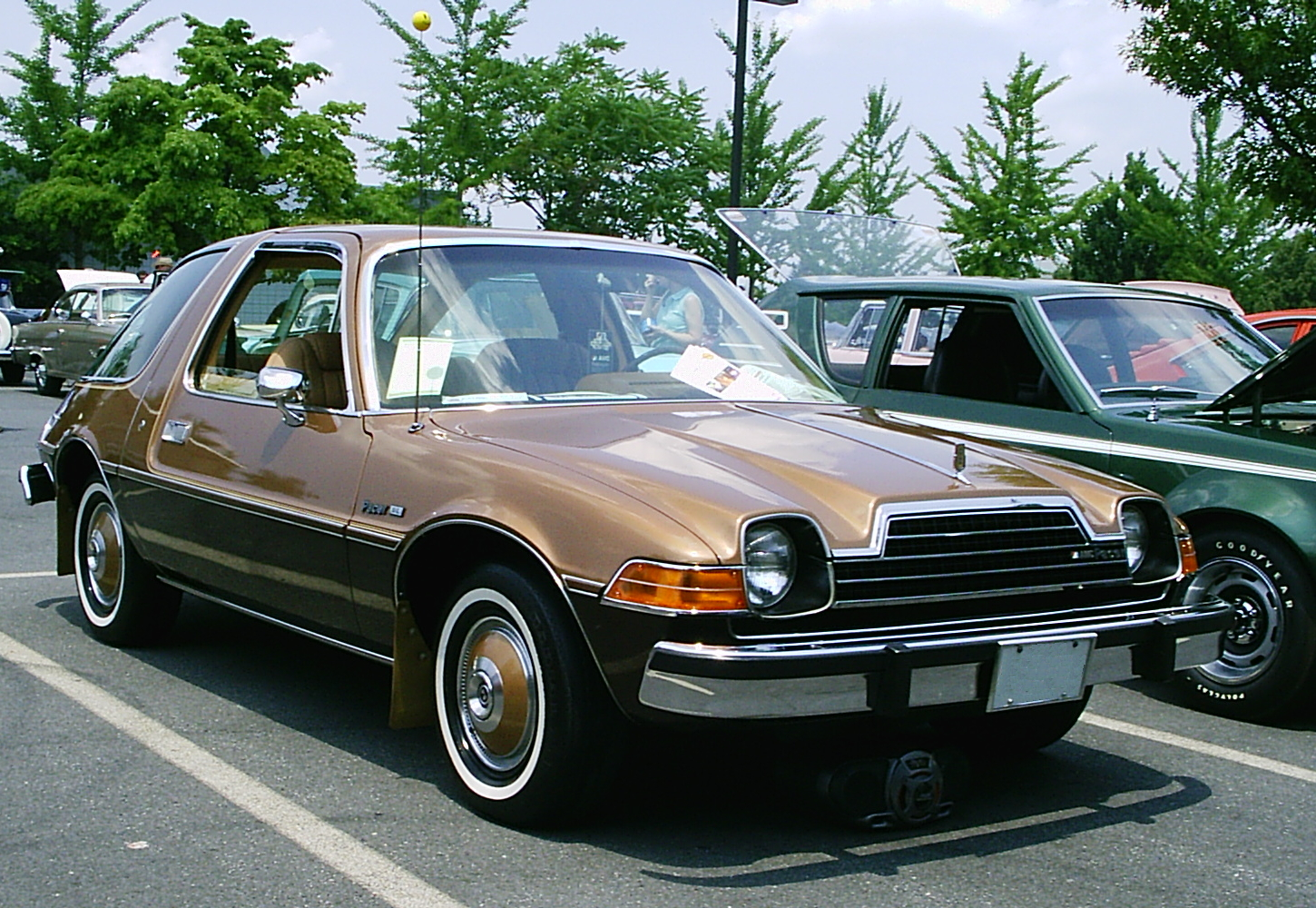
A modellfrissítés utáni változat

A szokatlan kialakítás szintén hozzájárult a Pacer sikertelenségéhez, csakúgy, mint a rövid tengelytávból adódó kis csomagtér. Ez valójában csak akkor jelentett problémát, ha a hátsóülésen is ültek utasok, mivel az ülés ledöntésével jónak mondható 840 literre nőt a csomagtartó térfogata. A tulajdonosok gyakran panaszkodtak a gyenge teljesítményre is, melyhez nagyban hozzájárult az autó súlya is. "Amikor először írtunk az autóról és adatokat kértünk, az American Motors 1356 kg-os súlyról számolt be az alapmodell esetében, amit már akkor is sokalltunk, amikor azonban lemértük a légkondicionálóval, automata váltóval és szervokormánnyal szerelt tesztautót, 1554 kg-ot mutatott a mérleg." - írta a Road & Track. A kocsihoz 3,8 literes, egytorkú karburátorral szerelt alapmotor járt, különböző a kedvezőbb károsanyag-kibocsátást segítő felszerelésekkel kiegészítve, mely meglehetősen nehezen mozgatta a súlyos autót. "A Pacer az AMC kétfajta soros hathengeres motorjával kapható. Ezek közül mindkettő 100 lóerős, de a nagyobb, 4,2 literesnek nagyobb a nyomatéka." - folytatta a Road & Track. A 4,2 literes motornak 1976-ban megjelent egy "High Output" (nagy teljesítményű) nevű változata, melynek az addigiaknál nagyobb volt a teljesítménye, ugyanakkor a fogyasztása is. 1978-ban került piacra az 5,0 literes V8-as változat, a magas benzinárak miatt azonban a V8-as motorok kevésbé voltak kelendőek, mint korábban.

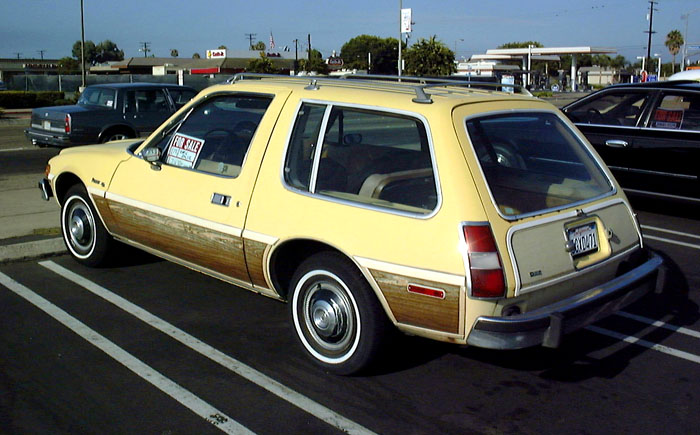
A kombi Pacer

A nagyobb csomagtérre várók számára 1977-ben megjelent a kombi változat, mely mindössze 127 mm-rel volt hosszabb és 34 kg-mal volt nehezebb, mint a hagyományos Pacer. Szögletes, egyenes vonalvezetésű hátuljával és egyenes, csaknem teljesen függőlegesen álló üvegfelületeivel jóval kevésbé volt szokatlan látvány, mint a kisautó változat. Míg a hagyományos Pacerekbe csak külön kérésre kerültek nyitható sarkokkal rendelkező első oldalablakok, addig a kombikban ez az alapfelszereltség része volt. A széles csomagtérajtó könnyű be- és kipakolást tett lehetővé, ledöntött hátsóülésekkel pedig 1350 literesre nőtt a csomagtér. Egyes kombik oldalának és hátuljának alsó részére fa hatású díszlécek kerültek.

### Felszereltségi szintek
A Pacerrel az volt az AMC célja, hogy egy kedvező árú, olcsón fenntartható autót biztosítson a vásárlók számára az olajválság idején, végül azonban sok szempontból inkább egy mini luxusautóvá vált. A következőkben néhány gazdagon felszerelt változatról lesz szó.
Az X-csomag: A Pacer X 1975 és 1978 között volt elérhető, kizárólag kupé változatban, 1978-ban átnevezték Pacer Sportra, majd végleg megszűnt. Ebbe a felszereltségi szintbe beletartozott a kagylóülés, a sportkormány, a padlóra helyezett sebességváltókar és az első stabilizátorrúd is. Kívülre a szokásosnál több krómozott felület került, egyedi kerekeket kapott a kocsi, és jól látható "Pacer X" feliratok kerültek az ajtókra.
A D/L-csomag: A D/L a gazdag felszereltséget jelentette, melyet a tehetősebb vásárlóknak szánt az AMC. A kocsi megjelenésétől fogva kapható volt, 1978-tól pedig ez lett az alapmodell. A D/L-ben többek között "navajo-stílusú" szövetülés és faberakásos műszerfal volt, több más, külön rendelhető belső extra mellett. Kívül gazdag krómozás, a hagyományostól eltérő dísztárcsák és a D/L felszereltséget hirdető feliratok voltak láthatóak.
A Limited: Az 1979 és 1980 között kapható Limitedhez bőrülések, jobb zajszigetelés és vastagabb kárpitok jártak, emellett olyan további extrákat kapott a vásárló, mint az AM rádió, központi zár, elektromos ablakemelő és az állítható magasságú kormány. A kocsi külsején sok króm kiegészítő helyet kapott, egyedi kerekek voltak rajta, és "Limited" feliratok kerültek rá.
A Sundowner: Ez a változat kizárólag 1975-ben volt kapható a kaliforniai AMC kereskedőknél. 3599 dollárba került, melyért cserébe 300 dollárnyi extra járt az autóhoz. A Sundowner a kaliforniai szabályoknak megfelelően kedvezőbb károsanyag-kibocsátású volt és a lökhárítóira plusz ütközők ("babák") kerültek. A felszereltség része volt a "Basketry Weave" fantázianevű szövetbelső, az elektromos tükörállítás, a hátsóablakmosó és -törlő, az egyedi kerekek, fehér falú gumiabroncsokkal és a tetőcsomagtartó is.
A Levi's-csomag: A Levi's Gremlin és Hornet sikerén felbuzdulva az American Motors Corporation 1977-ben bemutatta a Levi's Pacert. A kocsi belsőtere és ajtókárpitjai kék, denim-szerű anyagból készültek és az első ülésekre Levi's címke került. A többi AMC Levi's modelltől eltérően ebbe nem kerültek farmergombok és az első sárvédőelemekre került egy-egy Levi's logó. A Pacer X felszereltségben is rendelhető autó gyenge eladási adatokat produkált, ezért az 1978-as modellévben kikerült a kínálatból.

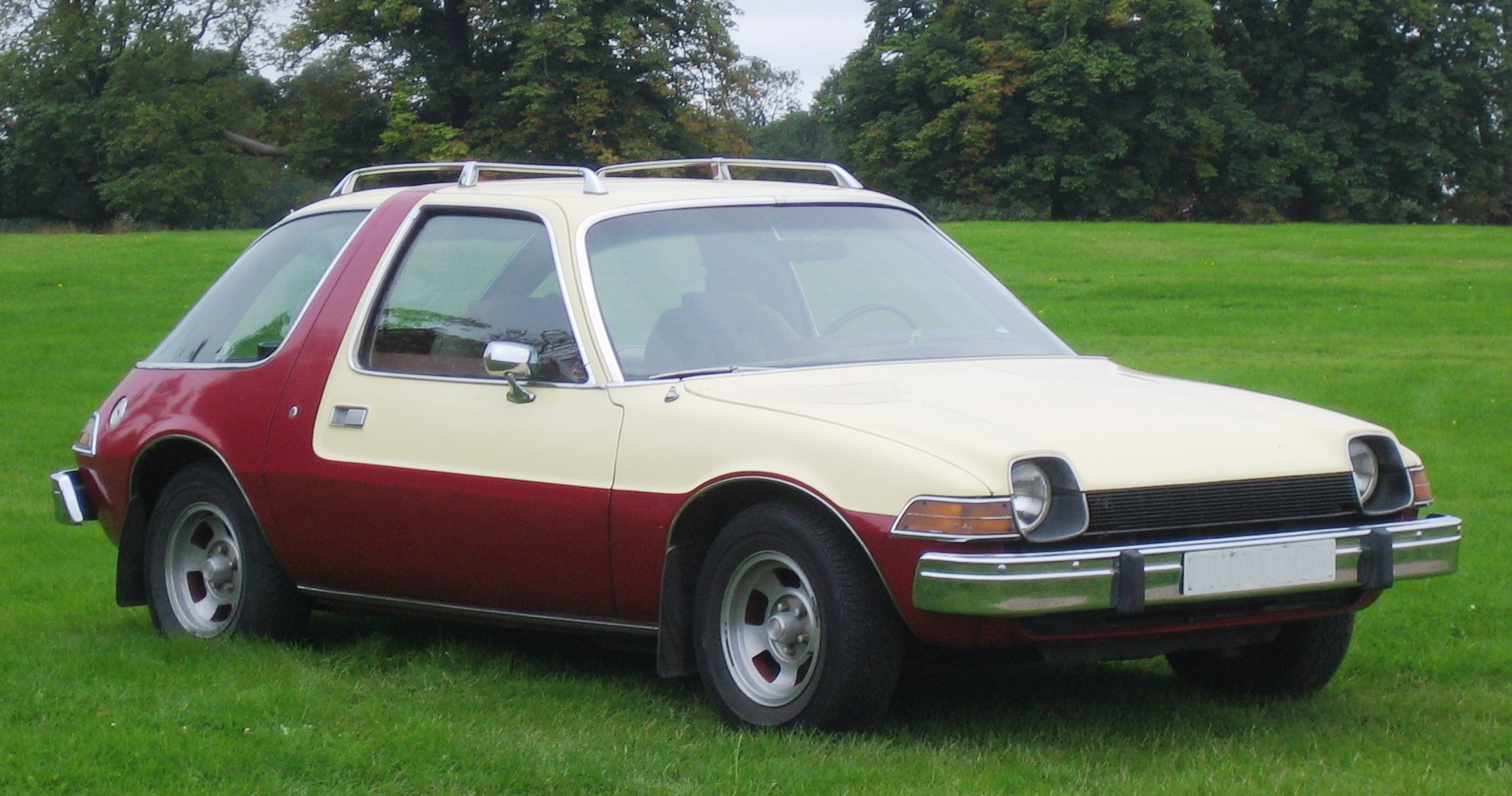
Egy kéttónusú fényezéssel készült változat

A Carl Green Enterprises (CGE) Pacer: Ezeket a kocsikat Carl Green autótervező építette át, 6,6 literes V8-as motor került beléjük, emellett sárvédő szélesítéseket és egyéb légterelőelemeket kaptak. A CGE Pacer a Hot Rod, a Popular Hot Rodding és a Car and Driver című magazinokban is bemutatásra kerültek. Green emellett két biztonsági autót is épített Pacerekből a BFGoodrich számára és ő készítette a karosszériaelemeket az Amos Johnson vezette Team Highball által használt Pacer versenyautókhoz.
Azok a Pacerek, melyeknek a teteje nem vászonbevonatú volt, rendelhetőek voltak kéttónusú fényezéssel. Ez eleinte azt jelentette, hogy csak a karosszéria alsó része volt eltérő színű, mint a felső, 1977-től azonban ez megváltozott, a kocsi teljes hátulja eltérő színű lett az elejétől, ráadásul a második szín egy csíkban a tetőn is áthaladt, a merevítő számára kialakított kis kitüremkedésnél.
1979 után a motorháztetőre márkajelzés és egy krómcsík került. A központi zár 1978-tól vált rendelhetővé, míg az elektromos ablakemelő 1979-ben lett elérhető.

## Elektromos Pacerek
A Pacerekből több cég is készített elektromos meghajtású autót, a legismertebb ezek közül az Electric Vehicle Associates (EVA) által átépített volt, mely az EVA Pacer nevet kapta, de gyakran emlegették Change of Pace-ként is. A cég kizárólag megrendelés alapján készített elektromos Pacereket, a források szerint több mint 100 darabot épített át. Eleinte csak a kisebb változat volt elérhető elektromos formában, ebbe tizennyolc darab hatvoltos ólomsavas akkumulátor került, melyek egy 15 kW-ot egyenáramú villanymotorhoz csatlakoztak. A kocsit háromsebességes automata sebességváltóval szerelték, 1810 kg-ot nyomott, 89 km/h-s sebességre volt képes és egy feltöltéssel 85 km-t tett meg. Az autó 12 360 dolláros áron volt kapható.
Később elérhetővé vált a kombi elektromos verziója is, melybe már húsz darab akkumulátor került, két részre osztva, előre és hátra. Az autót egy 26 kW-os villanymotor hajtotta, fűtéséről pedig egy benzinkályha gondoskodott. Ez drágább volt a kisebb változatnál, 14 ezer dollárért lehetett hozzájutni. A Lead Industry Association (LIA) meghívta az akkori kormány néhány tagját egy villanyautós túrára, melyen egy átépített kombi Pacer is szerepelt. A New York-i Consolidated Edison cég negyven darab elektromos Pacert vásárolt az EVA-tól és az amerikai hadsereg is rendelkezett ilyen autókkal, sok más különleges elektronikus jármű mellett.
Az Electric Vehicle Associates által átépített Pacerekről dokumentumfilm is készült, mely az "A change of Pace" címet kapta.

## A külföldi piacokon

### Európa
Az American Motors Corporation néhány európai országba is exportált a Pacerből, ezek között többnyire csak magas felszereltségű modellek voltak. Az AMC francia partnere, a Jean-Charles a különböző plakátokon és magazinokban megjelenő reklámokban egy vonzó nő fenekéhez hasonlította a kocsi kerekded formáit.
Néhány országban jelenleg is érdeklődnek a modell iránt, ezt mutatta egy nemrég megszűnt weboldal is, ahol AMC Pacer tulajdonosok regisztrálhattak. A svéd AMC/Rambler Közösség tagjai közt is akadnak Pacer tulajdonosok, Németországban saját honlapot is indítottak a típus kedvelői, sőt, az AMC modellek korábbi németországi forgalmazója egészen a 2000-es évek elejéig árult eredeti alkatrészeket a kocsihoz. Emellett egy magánkézben lévő holland múzeum birtokában is áll egy kombi Pacer.

### Egyesült Királyság
A Pacer kizárólag balkormányos változatban készült, ezért a brit importőrnek saját kezűleg kellett átépítenie az autókat. Ezt úgy oldotta meg, hogy a kormánykereket áthelyezte a jobb oldalra és egy, a műszerfal mögött futó lánc segítségével kötötte azt össze a bal oldalon maradt kormányoszloppal. Az Egyesült Királyságban az utasok ki- és beszállását elősegíteni kívánó hosszabb jobb oldali ajtó ötlete sem működött, hiszen a jobbkormányos változatban ez lett a vezetőoldali ajtó, így az utasok kénytelenek voltak a kisebb ajtót használni, ami sok kellemetlenséget okozott. A Pacer méreteit jól érzékelteti, hogy szélesebb volt, mint a Rolls-Royce Silver Shadow és hosszabb, mint a Ford Cortina akkori generációja. A brit szaksajtó kedvezőtlen kritikákat írt az autóról és nem sokkal később meg is szűnt annak behozatala.

### Mexikó
A Pacert 1976-tól kezdve Mexikóban is gyártották, a Vehículos Automotores Mexicanos (VAM) üzemében. Ez az amerikaitól eltérő motorokkal, belső térrel és egyéb alkatrészekkel készült, mivel egy akkori rendelet szerint Mexikóban csak olyan autókat gyárthattak, melyek alkatrészeinek legalább 60%-a Mexikóban készült. A motor az AMC tervein alapult, de a VAM végzett rajta néhány változtatást. Az alapmotor így egy 4,6 literes soros hathengeres erőforrás lett, melyet kizárólag Mexikóban lehetett kapni. Úgy tervezték, hogy könnyedén megbirkózzon az alacsony oktánszámú üzemanyaggal és a nagy tengerszint feletti magasságokkal is. A motorba homorú-tetős dugattyúk kerültek, 99,3 mm-es furattal és 98,9 mm-es lökettel. Emellett a hengerfej és a kipufogó csatorna is portoláson esett át, azaz kibővítették azok járatait, hogy nagyobb mennyiségű levegőt legyenek képesek átereszteni. Az 5,0 literes V8-as motor és a kombi karosszériaváltozat nem volt elérhető Mexikóban.
A kezdeti VAM Pacerek felszereltségi szintje nagyjából az amerikai DL változattal megegyező volt, azzal a különbséggel, hogy néhány olyan felszerelés is járt hozzá az alapárért cserébe, mely az Egyesült Államokban csak a Limited modellben volt elérhető. Mexikóban nem léteztek különböző elnevezésű felszereltségi szintek, a Pacer X és a Levi's Pacer ismeretlen volt a közép-amerikai országban. A 4,6 literes soros hathengeres alapmotor 132 lóerős teljesítmény leadására volt képes, 266 fokos vezérműtengely került bele, Holley 2300 kéttorkú karburátorral szerelték, sűrítési aránya pedig 7,7:1 volt. Az autóba T-150-es háromsebességes kézi sebességváltó került, 3,31:1-es végáttétellel. A kocsit nagy munkabírású, viszontagságos körülmények közé tervezett felfüggesztéssel szerelték, első stabilizátorrúd, valamint kemény, feszes rugók és lengéscsillapítók kerültek bele. Előre tárcsafékek kerültek, szervós rásegítéssel, emellett fogasléces kormánymű, szervokormány és elektromos gyújtás is került bele. A hűtésről egy, az amerikainál nagyobb hűtő gondoskodott, melyhez tágulási tartály is tartozott, valamint egy négylapátos merev hűtőventilátor.
A kényelem érdekében a Vam Pacert olyan kényelmi berendezésekkel látták el, mint az egyedi luxuskormánykerék, a kormányoszlopon elhelyezett sebességváltókar (padlóváltós változatot nem gyártottak Mexikóban a Pacer X-en kívül), a famintás berakásokkal díszített műszerfal, a belülről nyitható motorháztető, a külön mozgatható és állítható első ülések, a középső könyöktámasz, a kétpontos biztonsági övek, a kétsebességű ablaktörlők, az ablaktörlőlapátokba épített ablakmosók, a 140 km/h-ig (néhány modellben 160-ig) skálázott sebességmérő, a belső világítás, az AM rádió műszerfalba szerelt hangszóróval, az analóg óra, a fűtőberendezés szélvédő-jégtelenítővel, a szivargyújtó, a három hamutartó, a zárható kesztyűtartó, a színezett üvegek, a teljesen síkba dönthető hátsóülések és a hatásos zajszigetelés.
A kocsira az amerikaihoz hasonlóan "ötmérföldes lökhárítók" kerültek, az AMC Matadoron alapuló VAM Classicon kívül ez volt az egyetlen VAM autó ilyen lökhárítókkal. Komolyabb különbséget külsőre egyedül az ötküllős VAM-felnik jelentettek az eredeti AMC modellhez képest.
A VAM Pacer célja már a kezdetektől fogva az volt, hogy luxusautóvá váljon, míg az AMC Pacer eredetileg gazdaságos kisautó lett volna, mely képes felvenni a versenyt akár a külföldről importált modellekkel is. Miután az első kétszáz VAM Pacer elkészült, a háromsebességes kézi váltó helyett háromsebességes automata került a kocsiba alapfelszerelésként, tovább bővítve a luxusfelszerelések listáját. Megjelenése után a Pacer lett a Vehículos Automotores Mexicanos legdrágább modellje. Luxusfelszereltségével és egyedi dizájnjával akaratlanul is ez az autó lett a cég zászlóshajója. Az 1976-ban gyártott kocsiknak az ülései is különlegesek voltak. Az ötletet Oleg Cassini dizájner AMC Matadoron végzett munkájából merítette a VAM, azaz fekete szövetülések kerültek a Pacerbe, rézgombokkal kiegészítve és aranyszínű "Cassini" felirattal a fejtámlákon.
1977-re a VAM Pacer kisebb változtatásokon esett át. Ezek közül a legszembetűnőbb az volt, hogy a Cassini belső helyére egy még inkább luxus érzetet keltő kárpitozás került, cikkcakkban elhelyezett puha gombokkal. A mono AM rádió helyére egy AM/FM egység került, míg a kétpontos biztonsági öveket hárompontos, felcsévélhető darabok váltották és kesztyűtartó-világítás is került az autóba. A műszerfal bal oldalán és jobboldalt a kesztyűtartó ajtaja fölött is megjelent egy-egy szellőzőnyílás. A 4,6 literes motor is átesett néhány változtatáson, megváltozott például a hengerfej és az égéstér is, a hűtőrendszer pedig hatékonyabb lett. Új, alumíniumból készült szívócsonk került a motorra, a végáttétel 3,31:1-ről 3,07:1-re változott. Az egyik legérdekesebb változtatás azonban az volt, hogy extraként rendelhetővé vált klímaberendezés a kocsihoz, ezzel a Pacer lett az első ilyen VAM által épített autó. A klímás modellek három plusz légbefúvónyílást kaptak: egyet középre, a hamutartó fölé, egyet az utasoldalra, a kesztyűtartó-fedél bal oldala fölé, egyet pedig a kormányoszlop alsó részére. Emellett 55 amperes generátort, háromsoros hűtőt és hétlapátos, burkolattal körülvett hajlékony ventilátort kaptak a légkondicionált változatok.
1978-ban az amerikai változathoz hasonlóan a VAM Pacer motorházteteje és hűtőrácsa is megváltozott, de az AMC-vel ellentétben nem bővült egy új V8-as erőforrással a motorkínálata. Az egyetlen komoly műszaki változtatást az jelentette, hogy a Holley 2300 karburátor helyére Motorcraft 2150 került, melynek áramlási sebessége ugyan valamivel kisebb volt, de beépített magasságkompenzátora volt, mely a tengerszint feletti magasság függvényében képes volt annak megfelelően változtatni a működést. Ezek mellett olyan újítások jelentek még meg, mint a motortér-világítás, a sebességet km/h-ban és mérföld per órában is mutató sebességmérő, az ajtókra is felfutó kárpitozás, az új AM/FM rádió, a megújult, AMC jelzéssel ellátott kormánykerék és az új ülések. Ezek mind az alapfelszereltség részét képezték.
Az 1979-es VAM Pacer kinézetre szinte teljesen megegyezett az egy évvel korábbival, azzal a különbséggel, hogy az addig használt dísztárcsák eltűntek és helyüket ötküllős kerekek vették át, krómozott porvédő sapkákkal és kilátszó kerékanyákkal. Az ülések vízszintes csíkokat és Barcelona jelzéseket kaptak, csakúgy, mint az AMC Matador esetében. Megújult a kormánykerék is, mely lágy, szögletes középső részt kapott, az ajtókárpit műanyagból és vászonból készült, valamint merev ajtóbehúzó került rá, míg a tetőkárpitot szövetből készítették. A klíma nélküli modellek is megkapták a plusz szellőzőnyílásokat, a kormányoszlop alján lévőt kivéve. Komolyabb elektronikus újítást csak a megújul biztosítéktábla jelentett, mely a műszerfal alatt kapott helyet.
A legnagyobb változást 1979-ben azonban a VAM Pacer X megjelenése jelentette, mely a teljesítményt helyezte előtérbe. Ez a modell a 4,6 literes motor sportosabb változatát kapta, 8,5:1-es sűrítési aránnyal, átalakított hengerfejjel és leömlővel, a jobb gyorsulás érdekében módosított elektronikus gyújtással és a korábban már használt Holley 2300 típusú kéttorkú karburátorral. A 4.6 SX kódnevű motor 147-152 lóerős teljesítmény leadására volt képes 4000-es fordulatszámon. A Pacer X a VAM 1979-es házi gyorsulási versenyén a cég második legjobban teljesítő modellje lett, egyedül a Rally AMX tudta megelőzni, mindössze egytized másodperccel.
A Pacer X nem csak a motorja miatt különbözött a hagyományos Pacertől. A kocsi három színben, feketében, fehérben és bordóban volt rendelhető, a legtöbb krómozott kiegészítő eltűnt, a lökhárítókat pedig a karosszéria színére fújták. Az ajtók és az ablakok köré vékony aranycsíkok kerültek, a nyolcküllős VAM acél sportfelnik is aranyszínű festést kaptak, fekete porvédő sapkákkal. Az amerikai változathoz hasonlóan ezen is olvasható volt az ajtók alján a "Pacer X" felirat. Belülre kagylóülések kerültek, a két ülés között a könyöktámasz helyett egy zárható rekesz és egy hamutartó helyezkedett el. A műszerfalon elhelyezett hamutartó helyét rali stílusú műszerek vették át, míg az analóg óra helyére egy 6000-ig skálázott fordulatszámmérő került. A kocsiba sportkormány is került, henger alakú középső résszel, rajta VAM logóval és a mexikói Pacerek közt egyedülálló módon a padlóra került a háromfokozatú manuális sebességváltó karja. A vezetőoldali visszapillantó tükör elektromosan állítható volt és térképolvasó lámpa is került a tetőre. A Pacer X-ben a klíma alapfelszerelésnek számított és a legtöbb ilyen modell színezett üvegből készült tetőablakot is kapott. A felszereltség többi része megegyezett a hagyományos változattal: szervokormány, szervofék, első stabilizátorrúd, feszes rugók és lengéscsillapítók, 3,07:1-es végáttétel, nagy munkabírású hűtőrendszer (hajlékony ventilátor, ventilátorburkolat, tágulási tartály, háromsoros hűtő), AM/FM mono rádió, színezett üvegek, belső motorháztető-nyitó és hárompontos, felcsévélhető biztonsági övek.
A VAM Pacer X limitált példányszámban készült, mindössze 250 darabot gyártottak belőle, így a mexikói Pacer gyűjtők körében ez a legkeresettebb és legértékesebb változat. Az AMC Pacertől eltérően a VAM Pacer számára az 1979-es volt az utolsó modellév.

## Fogadtatás, kritikák

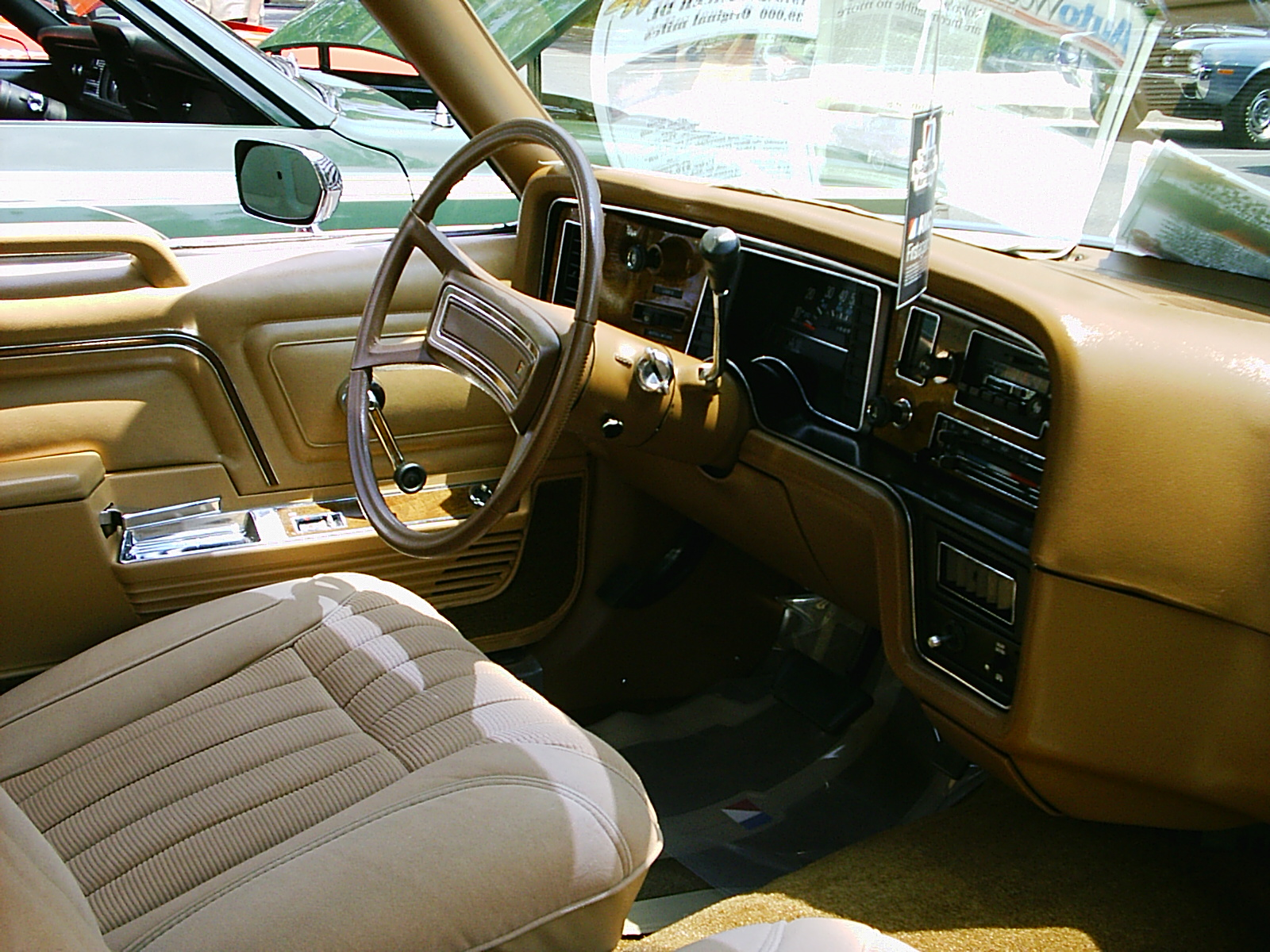
A Pacer D/L belseje

A Hemmings Classic Cars autósmagazin egy 2005-ös cikkében foglalkozott az autóval, melyben azt írta, hogy a Pacer figyelemfelkeltő és vakmerő volt, úgy nézett ki, mintha a jövőből jött volna, az autós szaksajtó pedig egyszerűen imádta. A Motor Trend magazin, melynek egyszer a címlapján is szerepelt a kocsi, úgy fogalmazott a Pacernél emberbarátibb és kreatívabb autót nem gyártottak Amerikában az 1970-es és 1980-as években.
Az autókon kívül sok más használati tárgy tesztelésével foglalkozó Consumer Reports 1975-ben azt írta, hogy a Pacer meglehetősen jól szerepelt a tesztidőszak alatt, ezért mindenki számára erősen ajánlott a megvásárlása, aki egy családi kisautóra vágyik. A beszámoló folytatásában a cikkíró úgy fogalmazott, hogy a kocsi van olyan jó, mint a kor legkedveltebb amerikai kompaktjai, a Dodge Dart, a Plymouth Valiant és a Chevrolet Nova, ahogy az is kiderült, hogy a Pacer pontszámok tekintetében olyan kisautókat előzött meg, mint a Chevrolet Vega, a Ford Pinto vagy az AMC Gremlin.
A Small Cars autósújság képviselői jelen voltak a kocsi bemutatásánál, melyről így számoltak be: "Mindenki részéről a csodálat volt a legfőbb reakció. A tapasztalt újságírók mondás nélkül is tisztában voltak vele, hogy kivételezettek, amiért jelen lehetnek egy ennyire új és egyedi dizájn bemutatásánál." A Road & Track címlapon számolt be a bemutatóról és hosszú cikket írt az autó formavilágáról és műszaki felépítéséről.
Michael Lamm, a Popular Mechanics munkatársa szintén kipróbálta az autót és alaposan kitért minden ötletes részletre, melyek egyedivé tették azt. Elsősorban a kedvező vezetési tulajdonságokkal volt elégedett: "Az AMC Pacer irányítása a legtöbb rövid tengelytávú autótól eltérően egyáltalán nem bizonytalan. A fogasléces kormánymű precíz irányíthatóságot tesz lehetővé, az autó úttartása kanyarodáskor is remek, még éles és gyors fordulások esetén is többnyire biztos és kiszámítható marad a mozgása. A szűk fordulókör a parkolást is megkönnyíti, bár a kormánykerék kissé túl nagy." Lamm összegzésében azt írta, hogy a Pacer amellett, hogy rendkívül modern karosszériával bír, elegendő erő is van benne, belsőtere pedig jól felszerelt. Jobb autónak tartotta, mint a második generációs Ford Mustangot vagy a Chevrolet Monzát és úgy vélte, hogy a benne tapasztalható teljesítményérzet bátran említhető egy lapon néhány V8-assal.
1975 februárjában Don Sherman, a Car and Driver újságírója a következőket írta a Pacerrel kapcsolatban: "Ez Amerika első igazi, városi használatra szánt autója. Ettől függetlenül persze lehet, hogy hatalmas bukás lesz, de látszólag a jelenlegi piaci helyzetnek megfelelően cselekedett az AMC azzal, hogy tervezésekor a kényelmet és a takarékosságot helyezte előre. Ezt az autót egy tesztként is felfoghatjuk a gyár részéről: vajon elértünk már arra a pontra, hogy az utazás miatt veszünk kocsit vagy még mindig státusszimbólumként tekintünk rájuk?"
A Road & Track 1975 áprilisában tesztelte a kocsit és annak megjelenéséről különösen jó véleménnyel volt: "A Pacer megjelenése merész, letisztult és egyedi, még hatvan mérföldes óránkénti sebességnél is azt látszatot kelti, mintha egy helyben állna." Műszaki felépítésével, különösen a fékekkel azonban már korántsem voltak ennyire elégedett az újság munkatársai, pedig a tesztmodellben tárcsafékek voltak elöl, melyeket csak felárért lehetett kapni. "Amikor elvégeztük a szokásos vészfékezési tesztet, sofőrünk meglehetősen meleg pillanatokat élt át: a kerekek csikorogtak és megcsúsztak, nagy odafigyelésre volt szükség ahhoz, hogy az autó ne váljon irányíthatatlanná. A fékút nagyon hosszú, különösen autópálya-tempóról lassítva és összességében a kocsi teljes műszaki felépítése ódivatú és fantáziátlan, meghazudtolva a formabontó külsőt. Nagy kár érte, hiszen a Pacer a legszebb és legkényelmesebb autók közé tartozik, melyeket valaha teszteltünk."
1976 augusztusában a Motor Trend másodszor is kipróbálta az autót, miután 1975 januárjában keményen bírálta azt, gyenge teljesítményét és a négyfokozatú sebességváltó hiányát kiemelve. 1975 végén a nagyobb hathengeres motorra kéttorkú karburátor került és négysebességes váltót kapott a kocsi, ezt a változatot próbálhatta ki 1976-ban a lap. "Bár ez a Pacer említést érdemlően gyorsabb, mint az, amit korábban teszteltünk, a sebességérzet továbbra sem nőtt." A cikk a belsőtér kényelmére is kitért: "Bár kívülről nézve egy kisautóról van szó, mégis a Pacer az egyik legkényelmesebb négyszemélyes autó a piacon. A széles kagylóülések kemények, de nagyon kényelmesek. Az első lábtér hatalmas, még akkor is, ha előretoljuk az üléseket, a hátsó lábtér szintén bőséges, sokat elmond, hogy nagyobb, mint például a Buick Rivieráé vagy a negyedik generációs Lincoln Continentalé."
A brit szaksajtó sokkal kritikusabb volt a Pacerrel szemben, a The Motor című lap egyik kiadása például a következő főcímmel jelent meg: "Kipróbáltuk a Pacert – Bár ne tettük volna!"
A Popular Mechanics az 1977-ben megjelent kombi változatot stílusosnak nevezte és magasan a ferde hátú elé helyezte. 1978-ra az egyedi dizájn okozta csodálat megszűnt és miután több, visszafogottabb kinézetű és erősebb rivális is megjelent a piacon egyre többször érte negatív kritika a gyenge teljesítménye miatt.

## Gyűjtői információk
A klasszikus autók kedvelőinek és gyűjtőinek szóló Hemmings Motor News úgy fogalmazott, hogy a kisautók bizonyos mértékben mindig is szerepet játszottak az Egyesült Államok autós történelmében, és az 1970-es években gyártott modellek közül az AMC Pacer több szempontból is óriásként emelkedik ki. Ma már a Pacer is elég idős hozzá, hogy a klasszikus kocsik közé sorolják és bizonyos körökben az 1970-es évek valódi ikonjának számít különös formája miatt, mely meglehetősen megosztó volt. A Business Weekben megjelent cikk szerint ez az időszak három dolog, a diszkó, a Watergate-botrány és a valaha gyártott legrondább autók miatt vált igazán hírhedtté. Az 1970-es évek elején a legtöbb amerikai autó nem a formavilágáról, sokkal inkább az erejéről vált híressé, de az évtized végére ez az erő is alaposan visszaesett. Sok kocsi a karakterét is elvesztette és a különböző autógyártók meglehetősen hasonló modelleket kezdtek el készíteni, sok esetben még az olyan luxuskiegészítők is megegyeztek, mint a vászonbevonatú tető vagy a C-oszlopba épített apró, funkció nélkül ablakok. Az alakja miatt keljfeljancsihoz is hasonlított Pacer azonban a kor autóinak többségével ellentétben "karakteres és könnyen felismerhető, már-már művészien egyedi formavilágával, kitűnik a tömegből és az 1970-es évek legjobb és legrosszabb tulajdonságait egyszerre hordozza magában."
Bár az 1970-es évek amerikai autóit annak idején sok kritika érte, mára mégis kedveltté váltak a gyűjtők körében. A Business Week beszámolója szerint az ilyen kocsik árának gyors növekedése arra sarkallta egy főként veterán járművek biztosításával foglalkozó cég vezérigazgatóját, hogy 2004-ben 2300 dollárért ő is vegyen magának egy Pacert. A 2007-es interjúban arról számolt be, hogy az autó értéke három év alatt hatalmasat nőtt. Már 2002-ben is felfigyelt Pacer iránti egyre növekvő érdeklődésre, akkor így fogalmazott: "Az autók gyakran egyhangú folyamában az AMC Pacer még ma is képes elcsavarni az emberek fejét. Egy tökéletes állapotú darab ára akár 4-6000 dollárt is elérheti. Ez sokkal inkább tulajdonítható az autó iránti szeretetnek és elismerésnek, mintsem a valódi értékének."
A Pacer tipikusan azok közé az autók közé tartozik, melyek a maguk korában nem voltak valami népszerűek, manapság azonban különösen kedvelt modellnek számítanak mind a gyűjtők, mind a restaurátorok köreiben. Bár voltak jól felszerelt változatok, a Pacer eredetileg az olcsó autózás jegyében született, így a legtöbbet valóban csak egyszerű használati tárgyként kezelték tulajdonosaik és kevéssé törődtek az állapotával. A kezdeti modelleknél szintén gyakori problémát jelent, hogy a nehéz motor miatt túl nagy súly helyeződik az első felfüggesztésre, amitől hamar tönkremegy a fogasléces kormánymű.
Egy ismert amerikai veteránautó szakértő úgy vélekedik, hogy egy 1000 dollárért vásárolt 1978-as AMC Pacer és egy 5000 dollárért vett 1969-es Chevrolet Camaro teljes helyreállítása is körülbelül 20 ezer dollárba kerül. Nagy különbség azonban, hogy amíg egy gyári állapotú Pacert körülbelül 4000 dollárért lehet eladni, addig egy felújított Camaro akár 25 ezret is érhet.
A Pacer mára eredetiségének köszönhetően közkedvelt lett a hobbi autófelújítók és a komoly gyűjtők körében is. Egyes tulajdonosok, akik szeretnének kitűnni a tömegből, de nem akarnak vagyonokat költeni autóra, az eredetinél modernebb, szintén az AMC által gyártott négyliteres Jeep motort szereltetnek bele és így használják a mindennapokban. Akadnak olyanok is, akik gyorsulási versenyeken vesznek részt komoly átalakításokon átesett Pacerükkel.

## Pacerek a médiában
Az American Motors Corporation soha nem próbálta termékelhelyezéssel vagy egyéb indirekt módon népszerűsíteni a Pacert a gyártási időszak alatt. Az évek múlásával azonban a kocsi egyre inkbb az 1970-es évek egyik meghatározó alakja lett és azóta több filmben, videóklipben, televíziós műsorban és videójátékban is feltűnt. Ezek közül a legemlítésreméltóbbak a következők:
- A Disney Pixar Verdák 2. című animációs filmjében az "Acer" nevű karakter egy 1975-ös AMC Pacerről lett mintázva. Külön érdekesség, hogy rendszámtábláján a "FSHBWL", az angol "fish bowl" kifejezés rövidítéseként, mely magyarul gömbölyű akváriumot jelent, utalva a kocsi formájára és gyakori becenevére is.[68]
- A Wayne világa című 1992-es filmben a két főszereplő, Wayne és Garth egy 1976-os kék Pacert vezetnek, lángnyelvekkel az oldalán.[69] A szereplők "Mirthmobile"-ként emlegetik a kocsit.[70] Az 1993-as folytatásban, a Wayne világa 2.-ben feltűnik egy limuzinná átalakított változat, szintén kékben és lángnyelvekkel.[71]
- Az 1997-es Hamm Burger című filmben látható egy kék AMC Pacer, különböző gyorséttermi ételekre és azok összetevőire hasonlító kiegészítőkkel. Az ablaktörlő lapátok például sült krumplira, míg a kerekek porvédő sapkái uborkaszeletekre emlékeztetnek.
- A Barenaked Ladies együttes "Pinch Me" című számának videóklipjében kizárólag AMC Pacerek állnak sorban egy gyorsétterem autós részénél.
- Az amerikai rapper, Xzibit által vezetett Pimp My Ride című MTV-műsor negyedik évadának első részében egy Pacert alakított át a West Coast Customs tuningcég. Az autó olyan elhanyagolt állapotban volt, hogy műszerfalában egy élő patkányt is találtak. Mire elkészült a kocsi, új fényezést, 18 colos felniket, vastag sárga kárpitozást, elektromos napfénytetőt, egyedileg tervezett első és hátsó spoilereket, MP3-lejátszót és elektromosan nyitható és zárható csomagtérajtót is kapott. A hátsó légterelő szárnyba napelemek kerültek, melyek egy gyümölcsfacsarót működtettek, a csomagtartóba emellett élő búzafű is került, utalva arra, hogy az autó tulajdonosa táplálkozási szakértőnek tanult.
- A  Szárnyát vagy combját? című francia filmvígjátékban a főszereplő fia (Gerard Duchemin, Coluche) egy piros színű AMC Pacer X-t vezet. Az autó számos jelenetben szerepel, a 32:10-nél kezdődő, 76 másodperc hosszú üldözésben több irányból is fényképezték.

## Rajongói klubok és alkatrészellátás
A veteránautókkal foglalkozó lap, a Hemmings Motor News 2009-ben több mint ötven működő, AMC járművekkel foglalkozó rajongói klubról számolt be, beleértve az országos és a kisebb helyi közösségeket is. Jelenleg is léteznek cégek, melyek AMC alkatrészek forgalmazásával foglalkoznak, ezeknél eredeti, felújított és utángyártott új darabok is fellelhetőek. Mivel a Pacer műszakilag teljesen kompatibilis az American Motors többi modelljével, az ilyen kereskedésekben bármikor könnyedén vásárolható hozzá alkatrész.